# La Pommeraye
La Pommeraye é uma comuna francesa na região administrativa da Normandia, no departamento Calvados. Estende-se por uma área de 2,88 km². Em 2010 a comuna tinha 58 habitantes (densidade: 20,1 hab./km²).